# Open Bar
Open Bar é um seriado de humor exibido pelo canal Multishow com roteiro e direção de Pedro Antonio e Álvaro Campos. Contou com George Sauma, Sílvio Guindane e Karen Coelho nos papéis principais, sendo exibido aos domingos, às 22 horas. A primeira temporada estreou em 29 de agosto de 2010 com 13 episódios, sendo o último exibido no dia 28 de novembro de 2010. Já a segunda foi realizada apenas em 2012, com novos 11 episódios, sendo o último exibido em 26 de agosto.

## Enredo
Rafael, Babu e Angélica são frutos de três casamentos diferentes do pai, Juan, um mulherengo que faleceu deixando para eles um bar afogado em dívidas, o Bar da Ladeira, situado no bairro da Lapa, Rio de Janeiro. Os três herdeiros pretendiam vender o estabelecimento e fazer a partilha do dinheiro, no entanto Angélica – que é muito religiosa – faz uma promessa de que eles não poderiam vender o bar antes de tirá-lo do vermelho, visando na verdade aproxima-los, e os irmãos acabam topando pelo medo do que de pior possa acontecer. Agora trabalhando juntos, os três irmãos ralam para fazer do Bar da Ladeira um sucesso.

## Elenco
| Ator               | Personagem    |
| ------------------ | ------------- |
| George Sauma       | Rafael        |
| Sílvio Guindane    | Ubaldo (Bubu) |
| Karen Coelho       | Angélica      |
| Alejandro Claveaux | Heitor        |
| Charles Fricks     | Morgado       |
| Pedro Nercessian   | Ben           |